# Sej, a mi lobogónkat
A Sej, a mi lobogónkat mozgalmi dal, a Népi Kollégiumok Országos Szövetségének indulója, mely az 1948–49-es kommunista hatalomátvétel egyik szimbóluma lett.
A dalnak jelentős szerepe volt az egykori teológiai, erkölcsi és érzelmi összeütközések és a kor megidézésében  Jancsó Miklós Fényes szelek című filmjében.
A dallam eredetileg moldvai magyar népdal. Domokos Péter Pál és Balla Péter gyűjtötte Bogdánfalván. Az induló szövegét Jankovich Ferenc írta 1945–47 között.
| Szerző       | Mire        | Mű                     |
| ------------ | ----------- | ---------------------- |
| Kadosa Pál   | két szólam  | 'z anyja ő szép lányát |
| Petres Csaba | két furulya | Tarka madár, 47. kotta |

## Kotta és dallam
A népdal eredeti szövege:
| 'z anyja ő szép lányát, 'z anyja ő szép lányát nem magának tartja, nem magának tartja. | Karján felneveli, karján felneveli, szárnyára ereszti, szárnyára ereszti. |

Másik szöveggel katonanóta:
| Sej, a fekete holló gyászt visel magáért, sej, én is gyászt viselek elhagyott hazámért. | Szállj le, holló, szállj le a fekete földre, had írjak levelet régi helységembe. | Egyiket apámnak, másikat anyámnak, a harmadikat írom jegybéli mátkámnak. | Istenem, Istenem, de sok ennyi idő! Sej, hogy telik el búval ennyi gyász esztendő. | Nyárba nyíl a szekfű s a szép piros rózsa: hazamegyünk rózsám, öt esztendő múlva. |

## Felvételek
- Előválogató. Szonda Hajnalka  YouTube (2014. május 3.)  (Hozzáférés: 2016. november 7.) (videó) 0:38-ig.
- Jankovich Ferenc:  Sej, a mi lobogónkat. Sapszon Ferenc  YouTube (1998. szeptember 28.)  (Hozzáférés: 2016. augusztus 8.) (audió)